# Evil Warning
«Evil Warning» es un sencillo por la banda brasileña Angra. Originalmente fue lanzado solo en Japón. Fue relanzado por Limb Music para el resto del mundo en 2000, incluyendo el bonus track "Time" (Versión demo).

## Lista de canciones
1. "Evil Warning" (Nueva versión) (Matos/Bittencourt) - 6:40
2. "Angels" (Remix) (Matos/Bittencourt) - 6:48
3. "Carry On" (Remix) (Matos) - 5:09
4. "Wuthering Heights" (Nueva versión) (Cover de Kate Bush) - 4:40
5. "Time" (Versión demo) - 4:40

## Formación
- Andre Matos - Voces, piano, teclados, órgano
- Kiko Loureiro - Guitarra
- Rafael Bittencourt - Guitarra
- Luís Mariutti - Bajo
- Ricardo Confessori - Batería